# Палмер (Порторико)
Палмер (шп. Palmer) град је у америчкој острвској територији Порторико, острвској држави Кариба.

## Демографија
По попису из 2010. године број становника је 1.032, што је 173 (-14,4%) становника мање него 2000. године.
| Група             | 2000.         | 2010.         |
| Белци             | 2 (0,2%)      | 1 (0,1%)      |
| Афроамериканци    | 257 (21,3%)   | 361 (35,0%)   |
| Азијати           | 1 (0,1%)      | 1 (0,1%)      |
| Хиспаноамериканци | 1.202 (99,8%) | 1.029 (99,7%) |
| Укупно            | 1.205         | 1.032         |